# Claudia Kammann
Claudia Irene Kammann ist eine deutsche Klimawissenschaftlerin. Sie ist Inhaberin der Professur für Klimafolgenforschung an Sonderkulturen an der Hochschule Geisenheim und ist stellvertretende Leiterin des Instituts für angewandte Ökologie.

## Leben
Kammann promovierte von 1996 bis 2001 an der Justus-Liebig-Universität Gießen, an der sie anschließend von 2001 bis 2014 als Postdoktorandin arbeitete. Zwischenzeitlich war sie zudem am University College Dublin tätig. Im Jahr 2014 folgte sie einem Ruf an die Hochschule Geisenheim.

## Wirken
Kammanns Forschung befasst sich insbesondere mit der Bedeutung von Biokohle im Rahmen der globalen Erwärmung, insbesondere zur Erzeugung negativer Emissionen zur Erreichung des im Pariser Übereinkommen vereinbarten 1,5-Grad-Ziels. So hat sie Beiträge zur pyrogenen CO2-Abscheidung und -Speicherung (PyCCS) geleistet, einer Form der CO2-Abscheidung und -Speicherung, bei der Verfahren zur Pyrolyse von Biomasse angewandt werden.

## Veröffentlichungen (Auswahl)
- Claudia Irene Kammann, Sebastian Linsel, Johannes W. Gößling, Hans-Werner Koyro (2011). Influence of biochar on drought tolerance of Chenopodium quinoa Willd and on soil–plant relations. Plant and Soil, 345(1–2), 195–210. doi:10.1007/s11104-011-0771-5
- Claudia Kammann, Hans-Peter Schmidt, Nicole Messerschmidt, Sebastian Linsel, Diedrich Steffens, Christoph Müller, Hans-Werner Koyro, Pellegrino Conte, Stephen Joseph (2015). Plant growth improvement mediated by nitrate capture in co-composted biochar. Scientific Reports, 5, 11080. doi:10.1038/srep11080
- Constanze Werner, Hans-Peter Schmidt, Dieter Gerten, Wolfgang Lucht, Claudia Kammann (2018). Biogeochemical potential of biomass pyrolysis systems for limiting global warming to 1.5° C. Environmental Research Letters, 13(4), 044036. doi:10.1088/1748-9326/aabb0e